# 거울 나라의 앨리스

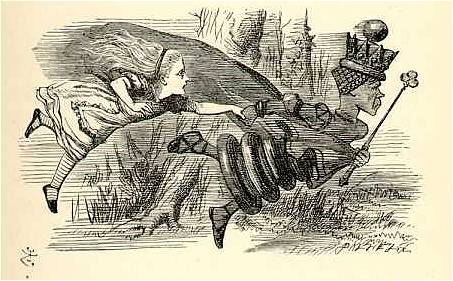
앨리스와 붉은 여왕

《거울 나라의 앨리스(Through the Looking-Glass and What Alice Found There)》(1871년)은 루이스 캐럴(찰스 도지슨)이 쓴 아동 문학이다. 이상한 나라의 앨리스의 속편이지만, 앨리스가 등장하는 것 외에는 내용적으로는 전혀 관련이 없다. 거울상을 이용한 언어유희나 시간에 대한 언어유희 등 ‘반대’를 주제로 한 말장난들이 주로 등장하며, 앨리스의 모험이 체스 폰의 움직임에 비유되고 있다.

## 줄거리

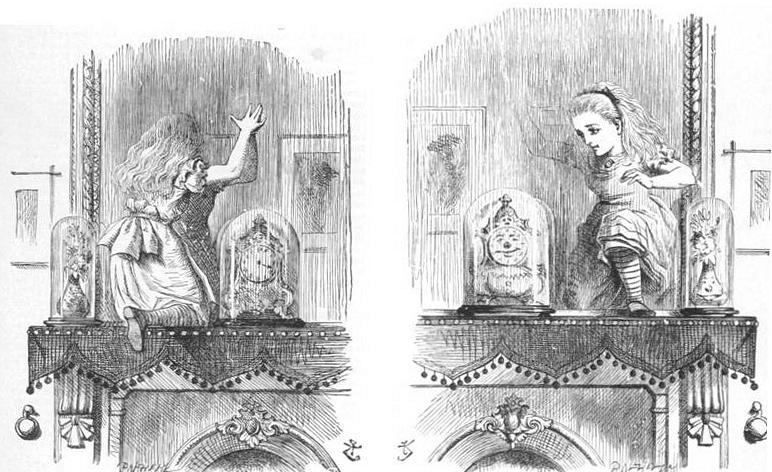

제 1장 - 거울 나라를 찾아서
앨리스는 흰 고양이, 검은 고양이와 함께 놀고 있다. 그녀는 벽난로에 올라가서 벽난로 뒤에 있는 벽걸이 거울을 내다본다. 놀랍게도, 그것은 앨리스를 거울 나라로 안내할 수 있다. 이후 거울 나라의 시가 있는 책 "재버워키"를 발견하게 되고, 또한 체스 기물이 살아났음을 목격한다.
제 2장 - 살아있는 꽃의 정원
집을 떠날때, 그녀는 꽃을 피울수있는 화창한 봄 정원에 들어간다. 그들은 앨리스를 "움직일수 있는 꽃"으로 인식한다. 정원의 다른 곳에서 앨리스는 인간 크기의 붉은 여왕을 만난다. 그리고 앨리스는 놀라운 속도로 달릴수있는 능력으로 감동을 받는다.
제 3장 - 정원의 곤충을 찾아서
붉은 여왕은 앨리스에게 전체 나라가 거대한 체스 판처럼 사각형으로 펼쳐져있음을 보여준다. 그리고 그녀가 체스 경기에서 8위/본선까지 진출할 수 있다면 앨리스를 여왕으로 만들것을 제안한다.

## 같이 보기
- 이상한 나라의 앨리스
- 붉은 여왕 가설